# Evanturel
Evanturel to gmina (ang. township) w Kanadzie, w prowincji Ontario, w dystrykcie Timiskaming.
Powierzchnia Evanturel to 88,99 km².
Według danych spisu powszechnego z roku 2001 Evanturel liczy 506 mieszkańców (5,69 os./km²).